# Arteixo

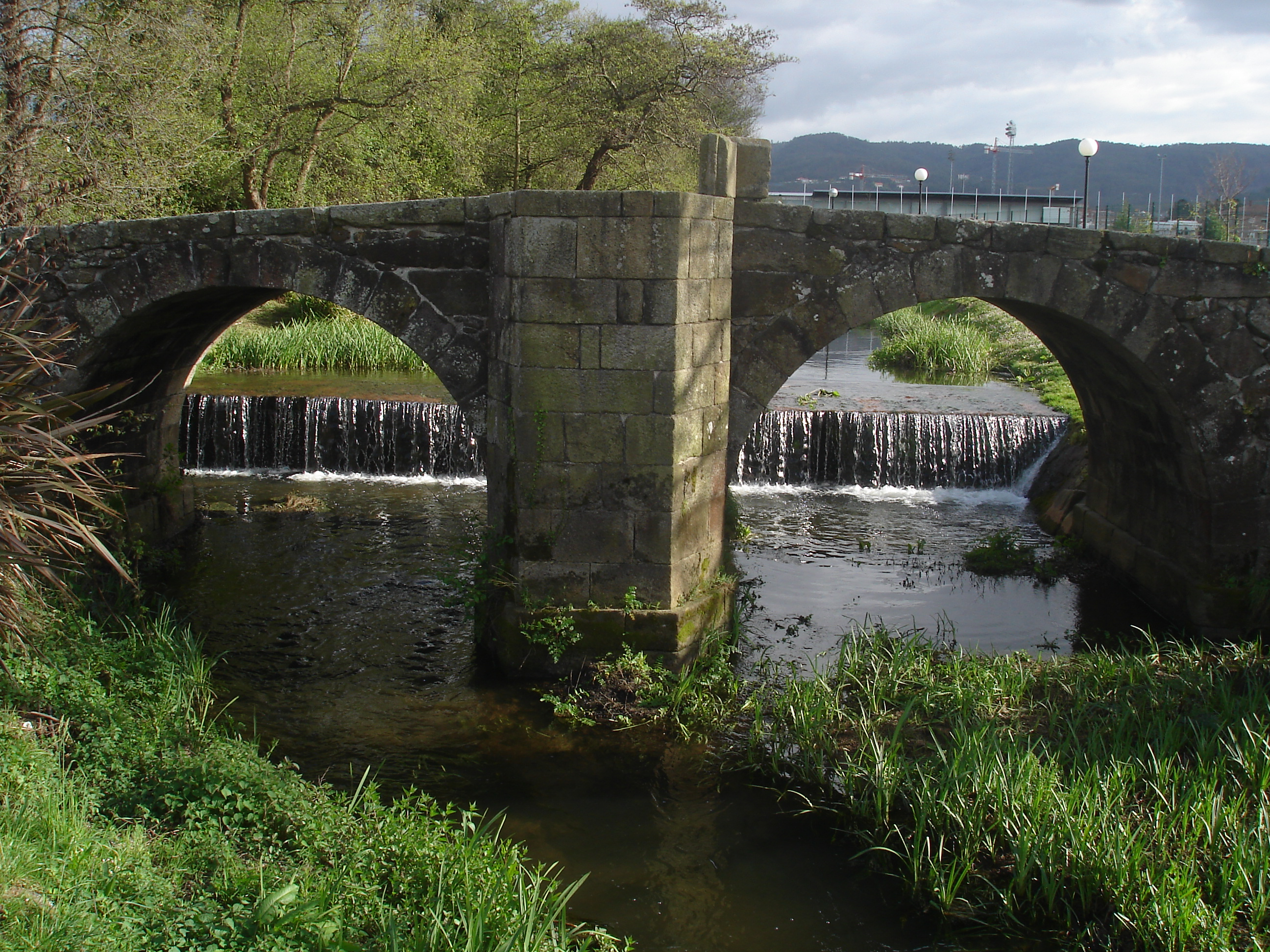
Ponte dos Brozos över floden Arteixo.

Arteixo (galiciskt uttal: [aɾˈtejʃo], spanska: Arteijo) är en ort och kommun i provinsen A Coruña i den autonoma regionen Galicien i nordvästra Spanien. Orten ligger cirka 11,5 kilometer sydväst om A Coruña. Kommunen har 34 038 invånare (2024), på en yta av 96,41 km². Kommunen gränsar till A Coruña, Culleredo, Laracha och Carballo.
I kommunen finns ett raffinaderi som tillhör Repsol och huvudkontoret för Inditex. Sedan 2007 har A Coruñas nya hamn på byggts på halvön Punta da Langosteira i kommunen, vilken ska ersätta den gamla hamnen i A Coruñas centrum.